# Gmina Brežice
Gmina Brežice (słoweń.: Občina Brežice) – gmina w Słowenii. W 2002 roku liczyła 24500 mieszkańców. Ośrodek przemysłu spożywczego.

## Miejscowości
Miejscowości wchodzące w skład gminy Brežice:

- Arnovo selo
- Artiče
- Bizeljska vas
- Bizeljsko
- Blatno
- Bojsno
- Boršt
- Bračna vas
- Brezje pri Bojsnem
- Brezje pri Veliki Dolini
- Brezovica na Bizeljskem
- Brežice – siedziba gminy
- Brvi
- Bukošek
- Bukovje
- Bušeča vas
- Cerina
- Cerklje ob Krki
- Cirnik
- Cundrovec
- Curnovec
- Čatež ob Savi
- Čedem
- Črešnjice pri Cerkljah
- Dečno selo
- Dednja vas
- Dobeno
- Dobova
- Dolenja Pirošica
- Dolenja vas pri Artičah
- Dolenje Skopice
- Dramlja
- Drenovec pri Bukovju
- Dvorce
- Gabrje pri Dobovi
- Gaj
- Gazice
- Globočice
- Globoko
- Glogov Brod
- Gorenja Pirošica
- Gorenje Skopice
- Gornji Lenart
- Gregovce
- Hrastje pri Cerkljah
- Izvir
- Jereslavec
- Jesenice
- Kamence
- Kapele
- Koritno
- Kraška vas
- Križe
- Krška vas
- Laze
- Loče
- Mala Dolina
- Mali Cirnik
- Mali Obrež
- Mali Vrh
- Mihalovec
- Mostec
- Mrzlava vas
- Nova vas ob Sotli
- Nova vas pri Mokricah
- Obrežje
- Oklukova Gora
- Orešje na Bizeljskem
- Pavlova vas
- Pečice
- Perišče
- Piršenbreg
- Pišece
- Podgorje pri Pišecah
- Podgračeno
- Podvinje
- Ponikve
- Poštena vas
- Prilipe
- Račja vas
- Rajec
- Rakovec
- Ribnica
- Rigonce
- Sela pri Dobovi
- Silovec
- Slogonsko
- Slovenska vas
- Sobenja vas
- Spodnja Pohanca
- Sromlje
- Stankovo
- Stara vas – Bizeljsko
- Stojanski Vrh
- Trebež
- Velika Dolina
- Velike Malence
- Veliki Obrež
- Vinji Vrh
- Vitna vas
- Volčje
- Vrhje
- Vrhovska vas
- Zasap
- Zgornja Pohanca
- Zgornji Obrež
- Žejno
- Župeča vas
- Župelevec